# Eilema fuscicilia
Eilema fuscicilia är en fjärilsart som beskrevs av George Francis Hampson 1894. Eilema fuscicilia ingår i släktet Eilema och familjen björnspinnare. Inga underarter finns listade i Catalogue of Life.